# Rafel Vaquer i Palmer
Rafel Vaquer i Palmer   (Palma, 1957) és un publicista, dissenyador i dibuixant mallorquí. És llicenciat en Publicitat i Relacions Públiques. Ha estat director creatiu de Grupo Malla Publicidad i Director de disseny i comunicació de l'Institut d'Innovació (IDI) del Govern de les Illes Balears (1995-2012).

## Biografia
La primera historieta que publicà fou a la revista Trinca l'any 1973, com a resultat de guanyar un concurs de l'esmentada revista. L'any següent començà a col·laborar amb el diari Última Hora i després amb la revista satírica Barrabás.
Es trasllada a Barcelona l'any 1976 i treballa a l'estudi de Jordi Nabau. Poc després ja comença a publicar sèries pròpies per a les revistes de l'Editorial Bruguera (Zipi y Zape, Mortadelo, Super Mortadelo, Bruguelandia o Sacarino).
Més endavant, planteja nous projectes, amb l'equip Butifarra o Saco Roto Ediciones SA, on redefineix el seu estil amb un humor més crític i proper a la realitat que l'envolta.
L'any 1982 apareix Choni Biela a Cul de Sac, qui seria l'antecedent del seu personatge més famós, Johnny Roqueta. Les vinyetes del roquer es publiquen a les revistes Sólo Motos i a El Jueves, on es manté fins al 2012.
El 1981 publica, juntament amb Alfons López i Joan Aliu (Equip Butifarra), un dels seus volums més coneguts, la Història de les Balears en còmic (Sa Nostra). Aquesta obra es torna a editar modificada i corregida l'any 2006, afegint la participació de  Tomeu Seguí, Pau Rodríguez i Àlex Fito.
La seva participació en la revista El Jueves es diversificà amb Navigator, el cibernauta, amb Joan Tharrats. Després acabà fent-se càrrec de la pàgina web de la revista, el CiberJueves.
A més, ha col·laborat amb premsa i revistes com El País, Diario de Barcelona, Còmic Clips o El Boletín.
Actualment imparteix diferents assignatures a l'Escola Superior de Disseny de les Illes Balears.

## Obres
- 1979 Àlbums BUTIFARRA!, nº1 (EL URBANISMO FEROZ) i nº2 (LA PUBLICIDAD)
- 1980 Papel vivo nº17. Ediciones de la torre.
- 1981 Història de les Balears en còmic. Ediciones Saco Roto.
- 1983 Col·lecció Pendones del Humor. Johnny Roqueta nº7, 12, 16, 26, 37, 52, 63 i 70. Ediciones El Jueves, SA.
- 1985 24 HORAS. Ediciones Saco Roto.
- 1986 A la revista H-DIOS-O, nº1, 2, 3, 4, 5, 6, 7, 8 i 9. Ediciones El Jueves, SA.
- 1986 Zipi y Zape Especial nº Var.3, 159 i 160. Editorial Bruguera, SA.
- 1987 El patio trasero. Ediciones Saco Roto.
- 1991 Acordes y viñetas. Ediciones Casset, SL.
- 1997 Desembarc a Santa Ponça. Ajuntament de Calvià.
- 1999 A la revista Angelitos negrosnº1, 2 i 3.
- 2000 Connecta amb el Parlament. Govern de les Illes Balears.
- 2002 A la revista Esquitx, nº7, 18 i 38.
- 2003 Còmic Clips, nº2. Govern de les Illes Balears.
- 2004 Col·lecció Nuevos pendones del Humor nº45, Johnny Roqueta. Ediciones El Jueves, SA.
- 2006 Història de les Illes Balears en còmic. Sa Nostra.
- 2007 Johnny Roqueta. Como un amoto. Dibbuks.
- 2008 Luxury Gold Collection nº37 Johnny Roqueta. Ediciones El Jueves, SA.
- 2010 A la revista Kmic nº2. Dolmen Editorial, SL.
- 2012 Especial El Jueves (El Jueves ya no es lo que era) nº7. Ediciones El Jueves, SA.
- 2014 Bartomeu Rosselló-Pòrcel. Les ales trencades. Dolmen Editorial, SL.[2]
- 2016 Johnny Roqueta. Dolmen Editorial, SL.
- 2018 Fanzine per la llibertat d'expressió del segell ACALLAR.